# Carol Littleton
Carol Littleton (nacida en octubre de 1942) es una editora de cine estadounidense. Su trabajo incluye las películas Fuego en el cuerpo (1981), E.T., el extraterrestre (1982) y Reencuentro (1983). Littleton ganó un Premio Emmy en la categoría de mejor edición de imágenes con una solo cámara (para una Miniserie de televisión, Película o un Especial) por su trabajo en Tuesdays with Morrie (1999).
Littleton ha sido elegida como miembro de la asociación de Editores de Cine de Estados Unidos. Fue también miembro del directorio de gobernadores de la Academia de Artes y Ciencias Cinematográficas (Rama de Editores) de 1999 hasta 2002 y sirvió como presidenta del Gremio de Editores de Cine a finales de los años 1980. Está casada con el director de fotografía John Bailey.

## Vida y carrera
Carol Littleton nació en Oklahoma. Atienda la Universidad de Universidad de Oklahoma de Ciencias & de Artes, obteniendo su bachelor  grado en 1965 y su maestro es en 1970. Su obsesión con filma editar empezado en Francia, cuándo Littleton devino familiarizado con cine Ondulatorio Nuevo francés. Durante el 1970 s, Carol Littleton poseído una compañía de producción que hizo anuncios. Mueva a laborable como editor de película con director Karen Arthur encima Legado (1975). Otras películas eran para seguir y Littleton  recibido un nombramiento de Premio de la Academia para editar Steven Spielberg  E.T. El Extra-Terrestre (1982). Comenzando con Calor de Cuerpo (1981), Littleton tuvo una colaboración extendida con el director Lawrence Kasdan. Kasdan Contrató Littleton para el cuerpo Calienta no solo para su habilidad, pero específicamente porque  sea una mujer . Crea solo un editor de mujer podría traer el erotismo  quiera en la película. De las 11 películas que Kasdan ha dirigido, Littleton ha editado nueve.
Al final de los años 80, Carol Littleton fue elegida como la presidenta del Gremio de Editores de Cuadro de Movimiento. Littleton es una de los editoras más importantes que Gabriella Oldham  entrevistó para su libro Primer Corte: Conversaciones con Editores de Película (1992).

## Filmografía

### Como editora
El año de estreno y el director de cada película se indican entre paréntesis. 
- Un Paseo en el Bosque (2015 - Kwapis)
- Banco de corte (2014 - Shakman)
- Por fin solos! (2012 - Kasdan)
- Los diarios del ron (2011 - Robinson)
- Las hermanas Bolena (2008 - Chadwick)
- Margot y la boda (2007 - Baumbach)
- En la Tierra de Mujeres (2007 - Jon Kasdan)
- El mensajero del miedo (2004 remake - Demme)
- El cazador de sueños (2003 - Kasdan)
- En qué piensan las mujeres (2000 - Meyers) (Editor Adicional)
- Martes con Morrie (1999 - Jackson) (televisión)
- Mumford (1999 - Kasdan)
- Beloved (1998 - Demme)
- Diabólicas (1996 - Chechik)
- Wyatt Earp (1994 - Kasdan)
- Benny & Joon (1993 - Chechik)
- Grand Canyon (1991 - Kasdan)
- Palacio blanco (1990 - Mandoki)
- El Turista Accidental (1988 - Kasdan)
- Vibes (1988 - Kwapis)
- Nadando a Camboya (1987 - Demme)
- Playa de Brighton Memoirs (1986 - Saks)
- Silverado (1985 - Kasdan)
- En un lugar del corazón (1984 - Benton)
- Reencuentro (1983 - Kasdan)
- E.T. El Extra-Terrestre (1982 - Spielberg)
- Fuego en el cuerpo (1981 - Kasdan)
- Postales francesas (1979 - Huyck)
- Battered (1978) (televisión)
- Legado (1975 - Arthur)

## Premios y nominaciones
Premios Óscar
| Año  | Categoría     | Película                 | Resultado |
| ---- | ------------- | ------------------------ | --------- |
| 1983 | Mejor montaje | 'E.T., el extraterrestre | Nominado  |

- 2000 - Tuesdays with Morrie, ganadora de un premio Emmy - Mejor edición de imágenes con una solo cámara (para una Miniserie de televisión, Película o un Especial)
- 1999 - Beloved, nominada a un premio Satellite (Academia de Prensa Internacional) Premio Golden Satellite - Mejor edición en una película (junto a Andy Keir)
- 1983 - E.T., el extraterrestre, nominada a un premio ACE - Mejor montaje en una película
- 1983 - E.T., el extraterrestre, nominada a un premio BAFTA - Mejor montaje